# 石原永明
石原 永明（いしはら えいめい、1879年1月20日 - 1962年5月13日）は日本の政治家。東京府議（3期）、東京市議（4期）、東京都議（3期）、第6代都議会議長を歴任した。

## 経歴
1879年1月20日、愛知県に生まれる。1932年6月10日から東京府会議員に、同年11月から東京市会議員にそれぞれ就任した。1943年6月30日に東京府議、東京市議共に退任した。（東京府会議員は3期、東京市会議員は4期務めた）同年9月13日の第1回東京都議会議員選挙で品川区選挙区から立候補して、初当選した。1947年5月19日に第6代東京都議会議長に就任した。1949年からは全国都道府県議会議長会会長に就任した。1951年4月に議長を退任した。1955年の任期満了をもって都議を退任した。1962年5月13日に死去した。

## 栄典
- 1950年 - 藍綬褒章
- 没後 - 従五位・勲四等瑞宝章